# أوموربيك بابانوف
أوموربيك بابانوف (مواليد 20 مايو 1970) هو سياسي قيرغيزي شغل سابقاً منصب رئيس وزراء قرغيزستان من 1 ديسمبر 2011 حتى 1 سبتمبر 2012.
تقدر ثروته ب 1.5 مليار دولار. بابانوف نصف تركي وزوجته كازخية تم استخدام تلك الحقائق لتشويه سمعته في انتخابات 2017.